# Лунц, Авраам Моисей
Авраам Моисей Лунц (род. в 1854 г. в Ковне, Российская империя; ум. в 1918 в Иерусалиме) — иерусалимский журналист и издатель, палестиновед и талмудист.

## Биография
Родился в 1854 году в Ковне, Российская империя (ныне Литва), в семье раввина Цви Лунца и его жены Ханы. В 1869 г. поселился в Иерусалиме, где поступил в иешиву «Эц Хаим». Исключённый из иешибота за чтение «еретических» книг и сотрудничество в газетах, некоторое время занимался уроками, затем всецело отдался исследованию Палестины в её прошлом и настоящем.
После опубликованной им (в 1876 году) работы по топографии Иерусалима и его окрестностей («Netibot Zion we-Jeruschalajim»), поместил в редактированном им органе «Schaare Zion» (1878) статью по истории евреев в Палестине от Нахманида до конца XV века. К этому времени Лунц ослеп, тем не менее он продолжил свои научные исследования.
Кроме ряда календарей («Luach Erez Issroel»), в которых Лунц давал много интересных сведений о Палестине, он с 1882 года издавал сборники (на еврейском[уточнить] и немецком языках) «Jerusalem» («Jahrbuch zur Beförderung einer wissenschaftlich genauen Kenntniss des jetztigen und des alten Palästina»). В 1911 году печатался 9-й том.
Лунц издал также (1877) биографию Адольфа Кремьё («Ele Toledot Jizchak»).
Выпустил из печати новое критическое издание иерусалимского Талмуда с комментарием (1904) и издал ряд трудов старых и новых авторов по палестиноведению.